# Kristian Gołomeew
Kristian Gołomeew (gr. Κριστιαν Γκολομεεβ; ur. 4 lipca 1993 w Welingradzie) – grecki pływak pochodzenia bułgarskiego. Srebrny medalista mistrzostw świata, mistrz Europy, siedmiokrotny medalista igrzysk śródziemnomorskich, trzykrotny olimpijczyk (Londyn, Rio de Janeiro, Tokio). Autor wielu rekordów krajowych.

## Przebieg kariery
W 2011 wystartował w mistrzostwach Europy juniorów, na których zdobył srebrny medal w konkurencji pływania na dystans 50 m st. dowolnym. Był też uczestnikiem pływackich mistrzostw świata juniorów rozegranych w Limie, gdzie zdobył brązowy medal w konkurencji 50 m st. dowolnym. Startował również w zawodach seniorów, brał bowiem udział w mistrzostwach Europy w pływaniu na basenie 25-metrowym rozegranym w Szczecinie, ale nie wywalczył tu medalu. W 2012 wystartował w mistrzostwach Europy seniorów na basenie 50-metrowym, ale też nie zdobył żadnego medalu, jego najlepszym występem na tym czempionacie był występ w konkurencji 50 m st. dowolnym, który zakończył na 4. pozycji.
Brał udział w rozgrywanych w Londynie letnich igrzyskach olimpijskich. Podczas prestiżowej imprezy wystąpił on w jednej konkurencji – w konkurencji 100 m st. dowolnym zajął w eliminacjach 31. pozycję z rezultatem czasowym 50,08 i nie awansował do półfinału.
W 2012 roku wziął jeszcze udział w mistrzostwach świata na basenie 25-metrowym, ale zajął on odległe pozycje – w konkurencji 50 m st. dowolnym zajął 29. pozycję, w konkurencji 100 m tym samym stylem zaś uplasował się na 39. pozycji. W 2013 otrzymał trzy medale igrzysk śródziemnomorskich, srebrny w konkurencji 4 × 100 m st. zmiennym oraz brązowy w konkurencji 50 m st. dowolnym i 4 × 100 m st. dowolnym. Rok później zadebiutował na pływackich mistrzostwach świata na basenie 50-metrowym (rozegranych w Barcelonie), gdzie wystąpił w konkurencji 50 m st. dowolnym i zajął 24. pozycję. Na mistrzostwach Europy rozgrywanych w Berlinie zajął 7. pozycję w konkurencji 50 m st. dowolnym, 16. pozycję w konkurencji 100 m st. dowolnym oraz 21. pozycję w konkurencji 50 m st. motylkowym.
W 2015 wystartował w pływackich mistrzostwach świata, których gospodarzem było rosyjskie miasto Kazań. Wziął on udział w pięciu różnych konkurencjach – w konkurencji 50 m st. dowolnym awansował do finału i zajął 7. pozycję, w konkurencji 100 m tym samym stylem zajął 20. pozycję, w konkurencji 50 m st. motylkowym zajął 24. pozycję, w konkurencji 4 × 100 m st. dowolnym grecki zespół z jego udziałem zajął 14. pozycję, w konkurencji 4 × 100 m st. zmiennym zaś grecki zespół z jego udziałem uplasował się również na 14. pozycji. W 2016 brał udział w mistrzostwach Europy, na których kilkakrotnie ocierał się o medal czempionatu – zajął on 4. pozycję w konkurencjach: 50 m st. dowolnym, 4 × 100 m st. dowolnym oraz 4 × 100 m st. zmiennym.
Na igrzyskach olimpijskich w Rio de Janeiro wystartował w czterech konkurencjach. W konkurencji 50 m st. dowolnym odpadł w półfinale, zajmując w tejże fazie 13. pozycję z czasem 21,98; w konkurencji 100 m st. dowolnym zajął 20. pozycję (w eliminacjach) z czasem 48,68; w sztafecie 4 × 100 m st. dowolnym grecka drużyna z jego udziałem zajęła 10. pozycję z czasem 3:14,62 (i odpadła w eliminacjach); w sztafecie 4 × 100 m st. zmiennym zaś reprezentanci Grecji razem z Gołomeewem zajęli w eliminacjach przedostatnią, 15. pozycję z czasem 3:36,75 (wyprzedzili jedynie pływaków z Kanady).
W 2018 na igrzyskach śródziemnomorskich wywalczył aż cztery medale: złoty w konkurencjach 50 m st. dowolnym, 50 m st. motylkowym oraz 4 × 100 m st. zmiennym, jak również srebrny w sztafecie 4 × 100 m st. dowolnym. Był uczestnikiem pływackich mistrzostw Europy w Glasgow, gdzie wywalczył tytuł wicemistrzowski w konkurencji 50 m st. dowolnym (w tejże konkurencji uzyskał czas 21,44 będący też nowym rekordem Grecji). Rok później okazał się wicemistrzem świata w swej koronnej konkurencji (50 m st. dowolnym). W 2021 otrzymał drugi w karierze medal mistrzostw Europy, w konkurencji pływackiej na dystansie 50 m techniką dowolną wywalczył brązowy medal.
W swym trzecim występie olimpijskim, który miał miejsce w Tokio, zajął 5. pozycję w ramach zawodów w konkurencji 50 m st. dowolnym (z czasem 21,72) oraz był członkiem greckiej drużyny, która uplasowała się dopiero na 15. pozycji w konkurencji sztafety 4 × 100 m st. dowolnym (z czasem 3:15,29).
W latach 2012–2013, 2015–2016, 2018–2019 oraz 2021 wielokrotnie zdobywał złote medale mistrzostw kraju.

## Rekordy życiowe
(stan na 24 czerwca 2022)
| Konkurencja                       | Data                 | Miejsce        | Rezultat   |
| Basen 50 m                        | Basen 50 m           | Basen 50 m     | Basen 50 m |
| --------------------------------- | -------------------- | -------------- | ---------- |
| 50 m stylem dowolnym              | 9 sierpnia 2018      | Glasgow        | 21,44      |
| 100 m stylem dowolnym             | 9 sierpnia 2016      | Rio de Janeiro | 48,68      |
| 50 m stylem motylkowym            | 7 sierpnia 2018      | Glasgow        | 23,19      |
| 100 m stylem motylkowym           | 9 lutego 2019        | Kawala         | 55,17      |
| 4 × 100 m stylem dowolnym         | 17 maja 2021         | Budapeszt      | 3:13,39    |
| 4 × 100 m stylem zmiennym         | 22 maja 2016         | Londyn         | 3:34,41    |
| 4 × 100 m stylem dowolnym (mikst) | 19 stycznia 2020     | Pekin          | 3:53,05    |
| Basen 25 m                        |                      |                |            |
| 50 m stylem dowolnym              | 21 listopada 2020    | Budapeszt      | 20,75      |
| 100 m stylem dowolnym             | 16 listopada 2020    | Budapeszt      | 46,72      |
| 50 m stylem motylkowym            | 16 listopada 2020    | Budapeszt      | 23,13      |
| 100 m stylem motylkowym           | 19 listopada 2005    | Ajos Nikolaos  | 1:16,13    |
| 100 m stylem zmiennym             | 10 grudnia 2011      | Szczecin       | 57,26      |
| 4 × 100 m stylem dowolnym         | 15 listopada 2020    | Budapeszt      | 3:04,78    |
| 4 × 50 m stylem zmiennym          | 8 grudnia 2011       | Szczecin       | 1:38,47    |
| 4 × 100 m stylem dowolnym (mikst) | 31 października 2020 | Budapeszt      | 3:17,19    |

Źródło: 